# Intars Dambis
Intars Dambis (Gulbene, 3 settembre 1983) è un bobbista lettone.

## Biografia
Compete dal 2002 come frenatore per la squadra lettone. Conquistò il suo primo podio nonché la sua prima vittoria in coppa del mondo il 20 gennaio 2008 a Cesana Torinese, imponendosi nel bob a quattro con Jānis Miņins, Daumants Dreiškens e Oskars Melbārdis, ripetendosi poi nel weekend di gare successivo a Sankt Moritz nella stessa specialità.

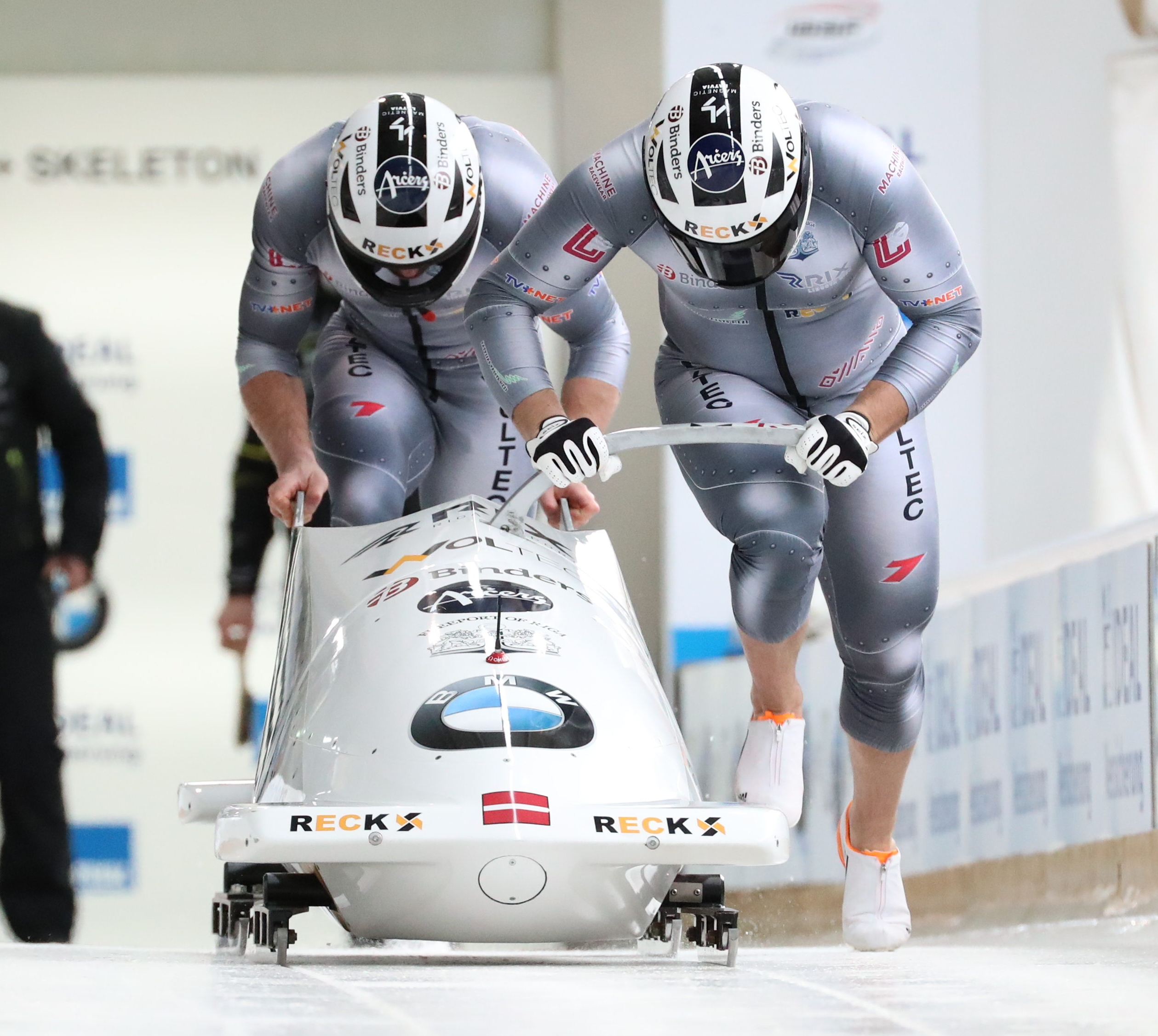
Intars Dambis (dietro) con Oskars Melbārdis in gara nel bob a due ai campionati mondiali di Altenberg 2020

Ha partecipato a undici edizioni dei campionati mondiali, conquistando in totale una medaglia. Nel dettaglio i suoi risultati nelle prove iridate sono stati, nel bob a due: ventesimo a Sankt Moritz 2007, tredicesimo a Schönau am Königssee 2011, quindicesimo a Lake Placid 2012, sesto a Winterberg 2015, quindicesimo a Innsbruck 2016 e dodicesimo ad Altenberg 2020; nel bob a quattro: ventiquattresimo a Calgary 2005, diciottesimo a Sankt Moritz 2007, settimo ad Altenberg 2008, medaglia di bronzo a Lake Placid 2009 con Jānis Miņins, Daumants Dreiškens e Oskars Melbārdis, nono a Schönau am Königssee 2011, sesto a Lake Placid 2012, nono a Sankt Moritz 2013, diciassettesimo a Innsbruck 2016, tredicesimo ad Altenberg 2020 e ottavo ad Altenberg 2021.  
Ai campionati europei vinse inoltre la medaglia d'oro nella rassegna di Cesana Torinese 2008, mentre nel bob a due ottenne quale miglior piazzamento il quarto posto, raggiunto a Sigulda 2020. 
Nonostante la quasi ventennale carriera ad alti livelli, Dambis non ha mai preso parte a una competizione olimpica in quanto a Vancouver 2010 il suo pilota si infortunò prima delle gare mentre a Soči 2014 e a Pyeongchang 2018 fu presente soltanto come riserva.

## Palmarès

### Mondiali
- 1 medaglia:
  - 1 bronzo (bob a quattro a Lake Placid 2009).

### Europei
- 1 medaglia:
  - 1 oro (bob a quattro a Cesana 2008).

### Coppa del Mondo
- 17 podi (2 nel bob a due, 15 nel bob a quattro):
  - 5 vittorie (tutte nel bob a quattro);
  - 7 secondi posti (2 nel bob a due, 5 nel bob a quattro);
  - 5 terzi posti (nel bob a quattro).

#### Coppa del Mondo - vittorie
| Data             | Luogo           | Paese    | Disciplina                                                                   |
| ---------------- | --------------- | -------- | ---------------------------------------------------------------------------- |
| 20 gennaio 2008  | Cesana Torinese | Italia   | a quattro con Jānis Miņins (pilota), Oskars Melbārdis e Daumants Dreiškens   |
| 27 gennaio 2008  | Sankt Moritz    | Svizzera | a quattro con Jānis Miņins (pilota), Oskars Melbārdis e Daumants Dreiškens   |
| 8 febbraio 2009  | Whistler        | Canada   | a quattro con Jānis Miņins (pilota), Oskars Melbārdis e Daumants Dreiškens   |
| 30 gennaio 2011  | Sankt Moritz    | Svizzera | a quattro con Edgars Maskalans (pilota), Daumants Dreiškens e Uģis Žaļims    |
| 17 febbraio 2013 | Soči            | Russia   | a quattro con Oskars Melbārdis (pilota), Arvis Vilkaste e Daumants Dreiškens |

### Circuiti minori

#### Coppa Europa
- 20 podi (9 nel bob a due, 11 nel bob a quattro):
  - 12 vittorie (3 nel bob a due, 8 nel bob a quattro);
  - 3 secondi posti (tutti nel bob a due);
  - 5 terzi posti (2 nel bob a due, 3 nel bob a quattro).